# A media luz
A media luz – tango argentyńskie skomponowane w 1925 roku przez Edgaro Donato. Przyjęty przez kompozytora tytuł utworu w swobodnym tłumaczeniu oznacza W półcieniu. 
W wersji orkiestrowej A media luz wykonywane jest zwykle w ostrym, synkopowanym rytmie. Słowa napisał Cesar Carlo Lenzi.